# Целинное (Павлодарская область)
Целинное (каз. Целинное) — упразднённое село в Иртышском районе Павлодарской области Казахстана. Ликвидировано в 2001 г. Входило в состав Кызылжарского сельского округа.

## Население
В 1989 году население составляло 45 человек.

По данным переписи 1999 года в селе отсутствовало постоянное население.